# Van Nu en Straks

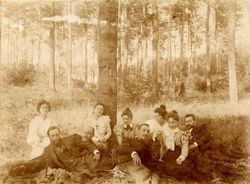
Van Nu en Straks’ers (1897) van links naar rechts: Gaby Brouhon, Jacques Mesnil, Alfred Hegenscheidt, Louise Hegenscheidt, Margot Brouhon, August Vermeylen, Lili Koetlitz, Clara Koetlitz en Emmanuel De Bom

Van Nu en Straks was, van 1893 tot 1894 en van 1896 tot 1901, het tijdschrift van de Vlaamse jongeren en een typische exponent van het West-Europese fin de siècle. Men wilde wegvluchten van het toenemende provincialisme van die tijd en een meer internationaal gerichte weg inslaan.

## Geschiedenis

### Achtergrond
De redactie zocht aansluiting bij deze Franstalige artistieke bewegingen, zoals Les XX en La Libre Esthétique en poogde ook een Vlaams antwoord te formuleren op de vernieuwende klanken uit Nederland. Men streefde in tegenstelling tot Willem Kloos en de zijnen niet naar individualisme en "l'art pour l'art", maar naar een gemeenschapskunst. Men wilde een avant-gardeorgaan zijn zonder esthetische dogmata. Men keerde zich tegen het realisme en het naturalisme, omdat dit te oppervlakkig werd gevonden. Bij Van Nu en Straks was het van belang dat literatuur "hogere facetten " van het leven weergaf.

### Eerste reeks (1893-1894)
De eerste reeks (1893-1894) was overwegend gewijd aan literatuur en beeldende kunst. De redactie bestond uit Cyriel Buysse, Emmanuel De Bom, Prosper Van Langendonck en August Vermeylen. Henry Van de Velde, James Ensor, Georges Minne en Jan Toorop zorgden voor de illustraties. Het was voor het eerst dat literatuur niet meer los werd gezien van andere (beeldende) kunsten.

### Tweede reeks (1896-1901)
In de tweede reeks (1896-1901) kwam er onder meer Karel van de Woestijne bij. Herman Teirlinck debuteerde erin en ook Stijn Streuvels was een trouwe medewerker. Ook Guido Gezelle en Hugo Verriest werden gepubliceerd. August Vermeylen was de grote voortrekker. De tweede reeks was vanwege de financiële situatie soberder van opmaak. In tegenstelling tot de eerste reeks, was er in de tweede reeks nauwelijks inbreng van Nederlandse schrijvers. De tweede reeks wilde aanvankelijk meer ruimte laten voor maatschappelijk geëngageerde artikels. De kunstenaar had naast een artistieke eveneens een maatschappelijke rol te vervullen. De jonge redactieleden van Van Nu en Straks waren, zoals vele jongeren van de gegoede burgerlijke klasse uit die tijd, sterk geïnspireerd door de nieuwe anarchistische ideeën die België bereikten via Franse vertalingen. Het werk van de Russische prins Kropotkin en van Max Stirner waren erg populair. Ferdinand Domela Nieuwenhuis, de grote voorman van de Nederlandse revolutionaire socialisten, leverde maatschappijkritische bijdragen. Ook de eigen redactie bracht anarchistische geschriften voort. Vooral Jacques Dwelshauvers, jeugdvriend van August Vermeylen, die meestal schreef onder het pseudoniem Jacques Mesnil, speelde hierin een belangrijke rol.
In 1901 leidden meningsverschillen tot het voorlopig einde van Van Nu en Straks. De directe aanleiding was een novelle van Jacques Mesnil, Wellust. Emmanuel de Bom, die het Franstalige anarchistische werk van Jacques Mesnil vertaald had, was voor plaatsing van het stuk, terwijl Vermeylen en anderen ertegen waren, vanwege de onzedelijkheid. Dit leidde tot een breuk tussen Jacques Mesnil en August Vermeylen. De meeste redactieleden hadden hun jong enthousiasme voor de anarchistische zaak immers verloren en hadden zichzelf ingeschreven in de burgerlijke maatschappij. De weg werd vervolgd en voortgezet met de oprichting niet veel later van de tijdschriften Vlaanderen en De Boomgaard en na de Tweede Wereldoorlog van het Nieuw Vlaams Tijdschrift . 
In Vlaanderen zorgde Van Nu en Straks in amper tien jaar tijd voor een ware omwenteling in de Vlaamse cultuur en het fungeerde als katalysator voor de vrijzinnige en katholieke bladen die in dezelfde tijd ontstonden, vernieuwd of heropgericht werden.

### Heroprichting (1998)
In 1998 werd het tijdschrift heropgericht door enkele studenten, die hoopten met het nieuwe fin de siècle in aantocht opnieuw een belangrijke esthetische vernieuwing teweeg te brengen. Na enkele afleveringen hield het tijdschrift het echter voor bekeken.